# 14827 Hypnos
14827 Hypnos è un asteroide near-Earth del diametro medio di circa 0,9 km. Scoperto nel 1986, presenta un'orbita caratterizzata da un semiasse maggiore pari a 2,8462676 UA e da un'eccentricità di 0,6648563, inclinata di 1,98147° rispetto all'eclittica.